# Bruno Dary
Pour les articles homonymes, voir Dary.
 (février 2017).
Si vous disposez d'ouvrages ou d'articles de référence ou si vous connaissez des sites web de qualité traitant du thème abordé ici, merci de compléter l'article en donnant les références utiles à sa vérifiabilité et en les liant à la section « Notes et références ».
Bruno Dary, né le 21 décembre 1952 à Barcelonnette (Alpes-de-Haute-Provence), est un militaire français. Général d'armée, il est le 136e gouverneur militaire de Paris du 1er août 2007 au 31 juillet 2012.

## Biographie

### Formation
Il effectue une partie de ses études supérieures au Prytanée national militaire et est admis à l’École spéciale militaire de Saint-Cyr en 1972, il appartient à la promotion « Linares » dont il sort major de promotion. À la fin de sa scolarité, il choisit de servir dans l’infanterie.

### Carrière militaire
Nommé sous-lieutenant en 1973, il opte à la fin de l’École d'application de l'infanterie pour la Légion étrangère, où il sert tout d'abord au 2e régiment étranger de Corte entre 1975 et 1976, en qualité de chef de section d’élèves gradés.
Promu lieutenant en 1975, il sert ensuite au 2e régiment étranger de parachutistes de Calvi de 1976 à 1979 en qualité de chef de section. Au cours de cette affectation, il participe à l’opération aéroportée « Bonite » sur Kolwezi au Zaïre, en mai 1978.
Capitaine en 1979, il rejoint le 5e régiment mixte du Pacifique (5e RMP) à Moruroa, où il sert en qualité de chef du détachement de Papeete et officier de sécurité.
Affecté en 1980 au 4e régiment étranger de Castelnaudary, il y commande, entre 1982 et 1984, la compagnie d’instruction des cadres, dont la mission est de former tous les cadres non officiers de la Légion étrangère.
Muté à l’état-major de la 11e division parachutiste à Toulouse en 1984 et nommé chef de bataillon cette même année. Il est chargé de l’entraînement aéroporté sous toutes ses formes. Parallèlement, il suit un DEA de sciences politiques et est admis en 1988 à l’École supérieure de guerre à Paris, en qualité de stagiaire de la 102e promotion.
À l’issue de sa scolarité de l’enseignement militaire supérieur, le chef de bataillon Dary prend les fonctions de chef du bureau opérations et instruction de la 13e demi-brigade de la Légion étrangère à Djibouti, qu’il quitte en 1992 avec le grade de lieutenant-colonel. Au cours de cette période, il participe dans la Corne de l'Afrique aux opérations Godoria et Iskoutir.
Chef de corps du 2e régiment étranger de parachutistes entre 1994 et 1996, il est désigné pour commander, en opération, le détachement des éléments français d’assistance opérationnelle de Bouar (République centrafricaine), de décembre 1994 à mai 1995, puis le bataillon d’infanterie numéro 2 de l’IFOR à Mostar (ex-Yougoslavie), de novembre 1995 à avril 1996, avec la plus grande partie de son régiment.
Professeur au Collège interarmées de défense de Paris en 1996 durant 4 mois puis officier responsable de la cellule « Afrique » au centre opérationnel interarmées de l’état-major des armées durant près de 3 ans, il est ensuite auditeur du centre des hautes études de la défense nationale et de l’Institut des hautes études de défense nationale en 1999, puis chef de la section « doctrine » à l’EMA.
Nommé général de brigade en 2002, il prend cette même année le commandement de la 6e brigade légère blindée dont l'état-major est stationné à Nîmes. Il sera engagé durant plus de 4 mois à la tête de sa brigade en République de Côte d’Ivoire.
En août 2004, il prend le commandement de la Légion étrangère.
En septembre 2006, il est nommé inspecteur de la fonction « mêlée » au sein de l’inspection de l’armée de terre.

### Gouverneur militaire de Paris
Il est nommé aux fonctions de gouverneur militaire de Paris, commandant de la région Terre Ile-de-France et officier général de la Zone de défense de Paris le 1er août 2007. Il est élevé aux rang et appellation de général de corps d'armée pour prendre rang à la même date.
Le 16 octobre 2007, il est nommé membre qualifié du conseil d'administration du musée de l'armée.
Il est élevé aux rang et appellation de général d'armée le 1er juin 2012.

### Général en2esection
Il quitte le service actif le 31 juillet 2012 et est versé dans la 2e section des officiers généraux.
En décembre 2012, il est nommé président du Comité de « La Flamme sous l'arc de Triomphe », association ayant la charge de procéder quotidiennement au ravivage de la flamme éternelle de la tombe du Soldat inconnu de l'arc de triomphe de l'Étoile. Le général Christophe de Saint Chamas le remplace à la tête du Comité le 24 mars 2022.
En 2013, il conseille et participe à l’organisation de La Manif pour tous, organisation protestant contre le projet de loi d'ouverture du mariage et de l'adoption aux couples de même sexe.
En 2017, il est élu président de la Saint-Cyrienne, association des élèves et anciens élèves de l'École spéciale militaire de Saint-Cyr.
En 2020, il témoigne lors du procès sur la mort de l’élève de Saint-Cyr Jallal Hami, noyé lors d’un bizutage le 30 octobre 2012, indiquant au tribunal que la victime "n'a pas su dire non" alors, selon lui, qu'elle ne savait pas nager.

## Décorations
- Commandeur de la Légion d'honneur
- Grand officier de l'ordre national du Mérite
- Croix de la Valeur militaire avec 3 citations
- Croix du combattant
- Médaille d'Outre-Mer
- Médaille de la Défense nationale, échelon argent
- Médaille d'Afrique du Nord
- Médaille commémorative française
- Croix de la bravoure militaire zaïroise avec palme de bronze (1978)
- Diverses autres décorations françaises et étrangères